# صموئيل ديفيد هوكينز
صموئيل ديفيد هوكينز (بالإنجليزية: Samuel David Hawkins)‏ هو عسكري أمريكي، ولد في 1 أغسطس 1933 في أوكلاهوما سيتي في الولايات المتحدة.